# 宗形氏季
宗形 氏季（むなかたの うじすえ）は宗像大社（現在の福岡県宗像市に存在）の第9代大宮司である。「宗形」は「宗像」とも表記する。宗形氏高の子という。子に氏尚、氏永がいる。